# Sierras de Peñalsordo y Capilla
Sierras de Peñalsordo y Capilla este o arie protejată (arie de protecție specială avifaunistică — SPA) din Spania întinsă pe o suprafață de 4.516,57 ha, integral pe uscat.

## Localizare
Centrul sitului Sierras de Peñalsordo y Capilla este situat la coordonatele 38°46′44″N 5°08′41″W / 38.778889°N 5.144722°V.

## Înființare
Situl Sierras de Peñalsordo y Capilla a fost declarat arie de protecție specială avifaunistică în iunie 2003 pentru a proteja 66 de specii de animale.

## Biodiversitate
Situată în ecoregiunea mediteraneană, aria protejată conține 7 habitate naturale: Pseudostepă cu ierburi și specii anuale de Thero-Brachypodietea, Galerii și tufărișuri riverane sudice (Nerio-Tamaricetea și Securinegion tinctoriae), Tufărișuri termo-mediteraneene și de pre-deșert, Păduri iberice de Quercus faginea și Quercus canariensis, Dehesas cu Quercus spp. perene, Păduri de Quercus suber, Matorral arborescenți cu Juniperus spp..
La baza desemnării sitului se află mai multe specii protejate:
- păsări (65): pescăruș albastru (Alcedo atthis), fâsă de luncă (Anthus pratensis), lăstunul mare (Apus apus), acvilă de munte (Aquila chrysaetos), pasărea ogorului (Burhinus oedicnemus), Caprimulgus ruficollis, măcăleandru roșcat (Cercotrichas galactotes), Cettia cetti, barză albă (Ciconia ciconia), barză neagră (Ciconia nigra), șerpar (Circaetus gallicus), Clamator glandarius, porumbel gulerat (Columba palumbus), cuc (Cuculus canorus), lăstun de casă (Delichon urbica), ciocănitoare pestriță mare (Dendrocopos major), măcăleandru (Erithacus rubecula), Falco naumanni, șoim călător (Falco peregrinus), vânturel roșu (Falco tinnunculus), Galerida theklae, vulturul pleșuv sur (Gyps fulvus), Hieraaetus fasciatus, acvilă pitică (Hieraaetus pennatus), Hippolais polyglotta, rândunică roșcată (Hirundo daurica), rândunică (Hirundo rustica), capîntortură (Jynx torquilla), sfrâncioc mare (Lanius excubitor), sfrâncioc cu cap roșu (Lanius senator), ciocârlie de pădure (Lullula arborea), privighetoare (Luscinia megarhynchos), ciocârlie de bărăgan (Melanocorypha calandra), prigoare (Merops apiaster), gaia neagră (Milvus migrans), gaia roșie (Milvus milvus), mierlă albastră (Monticola solitarius), codobatură galbenă (Motacilla alba), vultur egiptean (Neophron percnopterus), pietrar mediteranean (Oenanthe hispanica), Oenanthe leucura, grangur (Oriolus oriolus), vrabie de stâncă (Petronia petronia), codroș de munte (Phoenicurus ochruros), pitulice de munte (Phylloscopus collybita), pitulice-fluierătoare (Phylloscopus trochilus), ciocănitoarea verde (Picus viridis), brumăriță de pădure (Prunella modularis), Pyrrhocorax pyrrhocorax, aușel sprâncenat (Regulus ignicapilla), mărăcinar (Saxicola rubetra), mărăcinar negru (Saxicola torquatus), turturică (Streptopelia turtur), graur (Sturnus vulgaris), silvie cu cap negru (Sylvia atricapilla), silvie de zăvoi (Sylvia borin), silvie roșcată (Sylvia cantillans), Sylvia hortensis, silvie mediteraneană (Sylvia melanocephala), silvie de tufiș (Sylvia undata), Tachymarptis melba, pănțărușul (Troglodytes troglodytes), sturzul viilor (Turdus iliacus), sturz-cântător (Turdus philomelos), pupăză (Upupa epops)
- nevertebrate (1): fluturele auriu (Euphydryas aurinia)

Pe lângă speciile protejate, pe teritoriul sitului au mai fost identificate 1 specie de păsări, 2 specii de amfibieni, 7 specii de mamifere, 2 specii de nevertebrate.